# Ceratosolen galili
Ceratosolen galili — вид перетинчастокрилих комах родини агаонід (Agaonidae). Поширений в Південній та Східній Африці. Імаго та личинки харчуються плодами Ficus sycomorus